# رونالد رامون
رونالد رامون (بالإنجليزية: Ronald Ramón)‏ مواليد 14 يناير 1986 في ذا برونكس، هو لاعب كرة سلة محترف دومينيكي بدأ مسيرته الاحترافية في سنة 2004 يلعب مع فريق نادي فلامنغو في الدوري البرازيلي لكرة السلة ويحمل الرقم 10. يبلغ طوله 6 قدم 0 بوصة (1.8 م).

## روابط خارجية
- رونالد رامون على موقع الاتحاد الدولي لكرة السلة (الإنجليزية)
- رونالد رامون على موقع كرة السلة الأوروبية.كوم (الإنجليزية)
- رونالد رامون على موقع كلية كرة السلة في سبورتس رفرنس.كوم (الإنجليزية)
- رونالد رامون على موقع ريلجم (الإنجليزية)
- رونالد رامون على موقع بروبوليرز (الإنجليزية)
- رونالد رامون على موقع سبورتس رفرنس (الإنجليزية)